# Antêmio Isidoro
Flávio Antêmio (português brasileiro) ou Flávio Antémio (português europeu) Isidoro (em latim: Flavius Anthemius Isidorus; fl. 410-436) foi um oficial do Império Romano do Oriente dos séculos IV e V que serviu durante os últimos anos do reinado do imperador Arcádio (r. 395–408) e boa parte do reinado de Teodósio II (r. 408–450). Foi o tio materno do imperador do Ocidente Antêmio (r. 467–472).

## Biografia

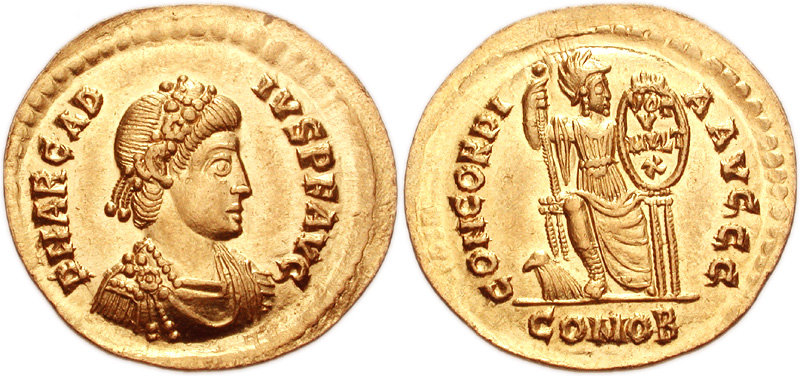
Soldo de Arcádio r.

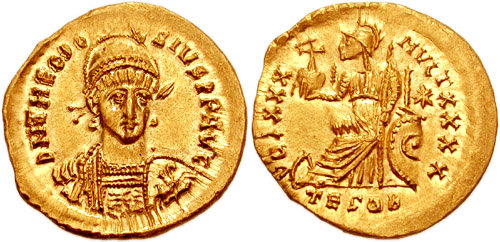
Soldo de ouro de r.

Um nativo do Egito, Isidoro, o nome pelo qual é conhecido em quase todas as fontes, foi o filho de Antêmio, cônsul em 405 e avô do imperador Antêmio, de quem Isidoro foi, portanto, tio materno. Antêmio Isidoro Teófilo foi provavelmente seu filho. Em um período indefinido entre 405-410, foi procônsul da Ásia, como atestado por inscrições encontradas em Hipepa, na Lídia.
Entre 4 de setembro de 410 e 29 de outubro de 412, foi prefeito urbano de Constantinopla; nesta capacidade saldou algumas leis sobreviventes no Código de Teodósio e no Código de Justiniano, entre as quais uma que se ordenava a conclusão das Termas de Honório e a construção dum pórtico na frente delas. A posse de ambos os ofícios foram, sem dúvida, devido à influência de seu pai.
Após servir como prefeito pretoriano da Ilíria (22 de abril a 10 de outubro de 424), foi nomeado para o poderoso posto de prefeito pretoriano do Oriente (29 de janeiro de 435 - 4 de agosto de 436). Durante um período de fome, forneceu suprimentos para a cidade do Éfeso, que agradeceu-o em uma inscrição; nesta competência, recebeu duas cartas de Isidoro de Pelúsio e possivelmente outra do bispo Firma da Cesareia, na Capadócia. Em 436, foi também nomeado cônsul prévio, junto de Senador.